# Swiss Women’s Hockey League B
Die Swiss Women’s Hockey League B (bis 2014 Leistungsklasse B, kurz LKB oder LK B) ist die zweithöchste Fraueneishockeyspielklasse der Schweiz unterhalb der Women’s League. Sie wurde 1989 durch den Schweizer Eishockeyverband gegründet.

## Teilnehmer der Saison 2023/24
- Brandis Juniors Ladies
- DHC Lyss
- EHC Bassersdorf Ladies
- EHC Sursee
- EHC Zunzgen-Sissach
- EV Zug Women[1]
- GCK Lions Frauen
- HC Thurgau Ladies
- HC Tramelan Ladies
- Lausanne HC Féminin
- SC Rapperswil-Jona Lakers Lady Lakers

## Meister der zweiten Spielklasse

### Meistertafel
- 1990: HC Bergün
- 1991: EV Zug
- 1992: DHC Langenthal
- 1993: EHC St. Gallen
- 1994: EHC Marzili-Länggasse
- 1995: DEHC Biel
- 1996: SC Reinach
- 1997: DEHC Biel
- 1998: EHC Illnau-Effretikon
- 1999: DHC Langenthal
- 2000: HC Lugano
- 2001: DHC Langenthal
- 2002: EV Zug/Seewen
- 2003: EV Zug/Seewen
- 2004: DHC Langenthal
- 2005: EHC Illnau-Effretikon
- 2006: EV Bomo Thun
- 2007: EHC Visp
- 2008: DEHC Biel
- 2009: HC Université Neuchâtel
- 2010: SC Weinfelden
- 2011: HC Université Neuchâtel
- 2012: SC Weinfelden
- 2013: SC Weinfelden
- 2014: Fribourg Ladies HC
- 2015: Brandis Juniors
- 2016: Brandis Juniors[2]
- 2017: GCK Lions
- 2018: SC Langenthal
- 2019: Brandis Juniors
- 2020: SC Langenthal
- 2021: kein Meister ausgespielt
- 2022: HC Ambrì-Piotta Girls
- 2023: Fribourg-Gottéron Ladies[3]

### Statistik
| Team                     | Meistertitel | Jahre                  |
| ------------------------ | ------------ | ---------------------- |
| DHC Langenthal           | 4            | 1992, 1999, 2001, 2004 |
| DEHC Biel                | 3            | 1995, 1997, 2008       |
| EV Zug/Seewen            | 3            | 1991, 2002, 2003       |
| SC Weinfelden            | 3            | 2010, 2012, 2013       |
| Brandis Juniors          | 3            | 2015, 2016, 2019       |
| EHC Illnau-Effretikon    | 2            | 1998, 2005             |
| HC Université Neuchâtel  | 2            | 2009, 2011             |
| SC Langenthal            | 2            | 2018, 2020             |
| Fribourg-Gottéron Ladies | 2            | 2014, 2023             |
| EHC Marzili-Länggasse    | 1            | 1994                   |
| EHC St. Gallen           | 1            | 1993                   |
| EHC Visp                 | 1            | 2007                   |
| EV Bomo Thun             | 1            | 2006                   |
| HC Bergün                | 1            | 1990                   |
| HC Lugano                | 1            | 2000                   |
| SC Reinach               | 1            | 1996                   |
| GCK Lions                | 1            | 2017                   |
| HC Ambrì-Piotta Girls    | 1            | 2022                   |